# 門田幸二
門田 幸二（かどた こうじ、1976年11月25日 - ）は、高知県出身の元サッカー選手、サッカー指導者。JFA公認A級ライセンスコーチ。

## 来歴
2020年よりFC刈谷の監督に就任。2021年7月16日、FC刈谷の監督を契約解除された。2023年12月よりサンフレッチェ広島の強化部レジーナ担当に就任。

## 所属クラブ
- 1992年 - 1994年 高知高校
- 1995年 - 1998年 福山大学

## 個人成績
| 国内大会個人成績 | 国内大会個人成績 | 国内大会個人成績 | 国内大会個人成績 | 国内大会個人成績 | 国内大会個人成績 | 国内大会個人成績 | 国内大会個人成績 | 国内大会個人成績 | 国内大会個人成績 | 国内大会個人成績 | 国内大会個人成績 |
| 年度             | クラブ           | 背番号           | リーグ           | リーグ戦         | リーグ戦         | リーグ杯         | リーグ杯         | オープン杯       | オープン杯       | 期間通算         | 期間通算         |
| 年度             | クラブ           | 背番号           | リーグ           | 出場             | 得点             | 出場             | 得点             | 出場             | 得点             | 出場             | 得点             |
| 日本             | 日本             | 日本             | 日本             | リーグ戦         | リーグ戦         | リーグ杯         | リーグ杯         | 天皇杯           | 天皇杯           | 期間通算         | 期間通算         |
| ---------------- | ---------------- | ---------------- | ---------------- | ---------------- | ---------------- | ---------------- | ---------------- | ---------------- | ---------------- | ---------------- | ---------------- |
| 1998             | 福山大           |                  | 他               | -                | -                | -                | -                |                  |                  |                  |                  |
| 通算             | 日本             | 日本             | 他               | -                | -                | -                | -                |                  |                  |                  |                  |
| 総通算           | 総通算           | 総通算           | 総通算           | -                | -                | -                | -                |                  |                  |                  |                  |

## 指導歴
- 1999年 - 2000年：サンフレッチェびんご - アシスタントコーチ
- 2001年 - 2008年：サンフレッチェ広島ジュニア - コーチ
- 2009年 - 2010年：サンフレッチェ広島ジュニアユース - コーチ[4]
- 2011年：カマタマーレ讃岐ジュニアユース - コーチ
- 2012年[5] - 2013年：カマタマーレ讃岐 - コーチ
- 2014年 - 2017年：カマタマーレ讃岐U-18 - 監督
- 2018年 - 2019年：藤井学園寒川高校サッカー部 - 監督
- 2020年 - 2021年7月：FC刈谷 - 監督
- 2023年 - ：サンフレッチェ広島 - 強化部レジーナ担当

## 選抜歴
- 1992年：第71回全国高校サッカー選手権 - 高知県代表
- 1994年：全国高校総体サッカー競技 - 高知県代表
- 1994年：第49回国民体育大会 - 高知県少年選抜

## タイトル
- 1998年：全広島サッカー選手権大会(第78回天皇杯広島県予選) - 優勝